# Ден на българо-унгарското приятелство
Денят на българо-унгарското приятелство се отбелязва на 19 октомври. За първи път се отбелязва през 2016 г.
Празникът се ползва с подкрепата на българското Народно събрание и унгарското правителство. Обявяването на 19 октомври за Ден на българо-унгарското приятелство е прието с решение на Народното събрание на 15 септември 2016 г. На този ден се провеждат редица инициативи и прояви, показващи общите моменти в историята. Също така се обсъждат позиции на двете държави по актуални проблеми на съвремието и се провежда културен обмен.
На 19 октомври Българската православна църква чества Свети преподобни Иван Рилски. През 1183 г. мощите му са пренесени от Средец в унгарската столица Естергом, а след това отново са върнати.